# Ciprinine
Ciprininele (Cyprininae) este o subfamilie de pești din familia ciprinidelor. Cuprinde carpii, mrenele etc. 

## Habitat și distribuția geografică
Subfamilia este foarte diversă în Africa și în estul, sud-estul și sudul Asiei unde unele specii pot crește până la aproximativ 2 m: la cealaltă extremă, unele specii abia ajung la 20 mm lungime standard. Există doar 38 de specii de ciprinine native în apele europene. Speciile europene se disting prin faptul că au două perechi de mustăți (cu excepția speciilor Carassius) și 8½ sau 14-21½ raze dorsale ramificate. Ciprininele trăiesc în habitate diverse de la cursurile torențiale de deal până la lacuri, estuare și peșteri.

## Descriere
Capul și corpul sunt ovale, mai mult sau mai puțin alungite, comprimate sau, uneori, turtite, abdomenul neascuțit, rotunjit sau chiar aplatizat, în ultimul caz înotătoarele pectorale și ventrale sunt orizontale. Înotătoarea dorsala lungă sau scurtă cu 7-30 raze ramificate, fără sau cu un spin osos care poate fi denticulat posterior. Originea înotătoarei dorsale este situată înaintea sau opusă sau, excepțional, puțin în urma înotătoarei ventrale. Înotătoarea anală este scurtă, cu 5-9 raze ramificate, fără sau cu un spin osos, care în mod excepțional poate fi zimțat. Originea înotătoarei anale ajunge sub ultimele raze ale înotătoarei dorsale numai în cazuri excepționale, când înotătoarea dorsală este foarte lungă. Înotătoarele pectorale și ventrale sunt întotdeauna bine dezvoltate. Înotătoarea caudală bifurcată sau emarginată.
Gura este terminală, inferioară sau subinferioară, în general mică, protractilă. Fălcile cu un înveliș moale sau cornificat sau falca inferioară cu o margine osoasă ascuțită; fără o proeminență simfizială care poate intra în incizia fălcii superioare. Buzele prezente sau absente, ca și șanțul postlabial. Au o pereche rostrală și maxilară de mustăți, una sau ambele pot fi absente. Solzii sunt mici, medii sau mari; linia laterală se întinde de-a lungul liniei mediane a cozii (cu excepția Leptobarbus). Dinții faringieni sunt dispuși, în general, în 3 rânduri, în mod excepțional în 1 sau 2 rânduri.
La ciprinide, diferite structuri din jurul gurii sunt importante în identificarea genurile. Ele includ lobul rostral, buzele superioare și inferioare, fălcile superioare și inferioare, precum și mustățile. Acestea sunt dezvoltate în mod diferit sau pot lipsi la diferite genuri. 
Lobul rostral (pliul rostral) este un țesut cărnos situat la vârful botului. Acesta este separat de buza superioară prin șanțul rostral; la mai multe genuri, lobul rostral este dezvoltat într-un pliu suspendat care acoperă parțial sau total buza superioară și falca superioară. În astfel de cazuri, buza superioară poate fi absentă.
La multe ciprinine buza inferioară este separată de pielea istmului (de pe gât) de un șanț postlabial complet, care se continuă în jurul colțului gurii. Acest șanț este de obicei întrerupt la mijloc, astfel că există șanțuri distincte, unul în spatele fiecărei părți laterală a buzei inferioare.  La unele specii cu buze cărnoase partea mediană poate fi hipertrofiată și îndoită înapoi într-un lob suspendat.
Falca inferioară poate fi acoperită de un țesut cheratinizat cu o margine anterioară tăioasă. În astfel de cazuri, falca inferioară este adesea vizibilă și buza inferioară este limitată la părțile laterale ale fălcii.
Structura părților gurii acestei familii este foarte variată, dar permite să se distingă trei tipuri .
1. În cel mai simplu tip gura este anterioară sau subinferioară și mai mult sau mai puțin protractilă; buzele sunt subțiri, groase, crenelate sau papiliforme. Prin buze se înțelege un pliu mai mult sau mai puțin dezvoltat al pielii, care este separat mai mult sau mai puțin distinct de învelișul fălcilor. Buza superioară este neacoperită sau doar parțial acoperită de un pliu care conține maxilarele, formând o simpla continuare nesuspendată a pielii pe botul îndreptat înainte.
2. Într-un al doilea tip gura este în mod evident inferioară, mărginită de buze groase continue, care pot fi cu franjuri sau papiliforme. Buzele superioare sunt acoperite parțial sau mărginite de un pliu rostral (lob rostral) suspendat al pielii de pe suprafața ventrală a rostrului.
3. În al treilea tip pliul rostral este absent; pielea de pe suprafața ventrală a rostrului este continuată pe buza superioară, care este franjurată sau papiliformă. Gura este inferioară, cu o structură foarte complicată și diferit formată.

## Sistematica
Ciprininele cuprind mai multe genuri:
- Anematichthys
- Aulopyge
- Barbichthys
- Barbonymus
- Barbus
- Capoeta
- Carasobarbus
- Carassius
- Chagunius
- Cirrhinus
- Clypeobarbus
- Cyclocheilichthys
- Cyclocheilos
- Cyprinion
- Cyprinus
- Diptychus
- Discherodontus
- Hemigrammocapoeta
- Hypselobarbus
- Hypsibarbus
- Kosswigobarbus
- Labeobarbus
- Leptobarbus
- Luciobarbus
- Messinobarbus
- Osteobrama
- Poropuntius
- Pseudobarbus
- Probarbus
- Puntioplites
- Puntius
- Salmophasia
- Sawbwa
- Schizopyge